# کوون یون سو
کوون یون سو (انگلیسی: Kwon Eun-soo؛ زادهٔ ۴ فوریهٔ ۱۹۸۹) بازیگر و مدل اهل کشور کره جنوبی است. وی از سال ۲۰۰۶ میلادی تاکنون مشغول فعالیت بوده‌است. از فیلم‌هایی که او در آنها بازی کرده‌است، می‌توان به مجموعهٔ تلویزیونی آقای ملکه اشاره نمود.